# José López Domínguez
José López Domínguez (Marbella, 29 de novembro de 1829 – Madri, 17 de outubro de 1911) foi um político da Espanha. Ocupou o lugar de presidente do governo de Espanha de 1906 a 1906.

## Biografia
Em 1854, como tenente da artilharia, participou do pronunciamento de Leopoldo O'Donnell. Ele foi enviado como observador à Guerra da Crimeia e à Segunda Guerra da Independência Italiana. Em 1859–1860 ele lutou na Guerra Hispano-Marroquina e alcançou o posto de Coronel.
Ele ingressou no Partido Liberal da União e foi eleito deputado várias vezes. Ligado ao general Serrano, participou com ele na Revolução de 1868 e na Batalha de Alcolea, na qual os legalistas de Manuel Pavía foram derrotados. López Dominguez foi promovido a General.
Em 1871, ele se tornou Marechal de campo e conselheiro militar pessoal do rei Amadeo I da Espanha.
Em 1873, foi nomeado comandante do Exército do Norte contra os carlistas na Terceira Guerra Carlista, mas no mesmo ano foi convidado por Emilio Castelar para sitiar Cartagena, onde estourou a Revolução Cantonal. Ele teve a cidade intensamente bombardeada e em 12 de janeiro de 1874 Cartagena foi retomada. Ele então retornou ao Norte e libertou Bilbaou, que estava sitiada pelos carlistas.
Em 1874, sob o novo governo Serrano, ele se tornou capitão-geral da Catalunha.
Em 1883, foi Ministro da Guerra no Governo José Posada Herrera e também entre 1892 e 1895 no Governo Sagasta.
Durante a segunda campanha de Melillan, ele se tornou capitão-geral e também foi representante de Málaga no Senado espanhol, câmara da qual tornou-se presidente entre 1905 e 1907.
Em julho de 1906, aos 77 anos, tornou-se primeiro-ministro da Espanha com um governo apoiado por José Canalejas. Nos primeiros meses, ele também foi Ministro da Guerra.
Depois de um complô dentro de seu próprio partido, liderado por Segismundo Moret, ele foi forçado a renunciar após 5 meses.
Após sua renúncia, ele se aposentou da política e morreu 5 anos depois em Madrid.
Em 1908, ele recebeu o Toison de Oro, ou Ordem do Velocino de Ouro.